# Баскаков, Иван Петрович
Иван Петрович Баскаков (28.04.1921, Липецкая область — 11.12.1998) — советский военнослужащий, участник Великой Отечественной войны, полный кавалер ордена Славы, командир минометного расчета 1071-го стрелкового полка 311-й стрелковой дивизии 61-й армии 1-го Белорусского фронта, сержант — на момент представления к награждению орденом Славы 1-й степени.

## Биография
Родился 28 апреля 1921 года в деревне Дубровка Становлянского района Липецкой области. Работал в колхозе «Красная Армия» Елецкого района Липецкой области.
В Красной Армии с 1940 года. Участник Великой Отечественной войны с июля 1941 года. Сражался на 1-м Прибалтийском и 1-м Белорусском фронтах. Принимал участие в освобождении Белоруссии, Литвы, Польши. В 1944 году стал членом ВКП/КПСС.
Командир минометного расчета 1071-го стрелкового полка сержант Иван Баскаков 4 июля 1944 года в бою за город Полоцк Витебской области Белоруссии вместе с бойцами подавил пулемет, сразил до пятнадцати солдат противника. За мужество и отвагу, проявленные в боях, сержант Баскаков Иван Петрович 22 августа 1944 года награждён орденом Славы 3-й степени.
5 октября 1944 года при прорыве вражеской обороны в районе города Мажейкяй, командуя расчетом, Иван Баскаков подавил две пулеметные точки, вывел из строя свыше десяти солдат противника. За мужество и отвагу, проявленные в боях, сержант Баскаков Иван Петрович 7 ноября 1944 года награждён орденом Славы 2-й степени.
В том же полку 14 января — 2 февраля 1945 года у населенных пунктов Конары, Марикин Варшавского воеводства, а также в районе города Шнайдемюль расчет под командованием Ивана Баскакова подавил четыре пулемета и сразил свыше двадцати вражеских солдат.
Указом Президиума Верховного Совета СССР от 31 мая 1945 года за образцовое выполнение заданий командования в боях с немецко-вражескими захватчиками сержант Баскаков Иван Петрович награждён орденом Славы 1-й степени, став полным кавалером ордена Славы.
В 1945 году И. П. Баскаков демобилизован из Вооруженных Сил СССР. Работал бригадиром в колхозе «Красная Армия», затем в совхозе «Елецкий». Жил в городе Елец Липецкой области. Скончался 11 декабря 1998 года.
Награждён орденами Отечественной войны 1-й и 2-й степени, орденами Славы 1-й, 2-й и 3-й степени, медалями.